# Кудиевский, Константин Игнатьевич
Константи́н Игна́тьевич Кудие́вский (23 марта 1923 — 5 мая 1992) — советский писатель-маринист.

## Биография
Родился 23 марта 1923 года в городе Алёшки, Херсонской области.
Накануне войны окончил Одесскую военно-морскую спецшколу. Во время войны служил в Военно-морском флоте.
В 1946 году окончил Высшее военно-морское училище и служил на одном из кораблей Северного флота. Член КПСС.
С 1949 года — военный журналист.
Ушёл из жизни 5 мая 1992 года. Похоронен на Байковом кладбище (участок № 49а).

## Творчество
После демобилизации в 1953 году долгое время работал журналистом, печатал рассказы и очерки в журналах. В 1964 году вышла первая книга рассказов — «Североморцы», потом повести — «Обгоняющая ветер» (1957), «Водоросли цветут в глубинах» (1959).
Автор:
- книг, рассказов и повестей:
  - «Североморцы» (1954);
  - «Обгоняющая ветер» (1957);
  - «Водоросли цветут в глубинах» (1959);
  - «Ураган назовите „Марией“» (1969);
  - «Окнами в звёзды» (1984-1987);
- романов:
  - «Песня синих морей» (роман-легенда, 1962);
  - «Горькие туманы Атлантики» (1974);
  - «Легенда о Летучем голландце» (1979);
  - «Летние сны в зимние ночи» (1982);
  - Линкор «Амазонка» (1994).

## Роман-легенда
«Песня синих морей» — роман-легенда, в котором автор рассказывает о подвигах моряков в годы Великой Отечественной войны, о славе советского народа. В романе есть легенда о "Песне синих морей". Давным-давно, когда свершались первые кругосветные плавания, люди открыли далекие материки, острова, солнечные побережья. Имена великих шкиперов-мореплавателей высекли на бронзе памятников, все их знают. Только имена матросов были забыты. Тогда матросы сложили "Песню синих морей". Бродит она в морях, среди волн, вместе с бродячими ветрами. Матросы завещали её потомкам. Но услышат её может лишь тот, кто искренне любит море и службу на нем, кто чист сердцем, чья слава не возвышается над общей славой морского братства. Легенда живет, она продолжается в мужестве наших моряков.
О радостях, что позади,товарищ,не грусти 
Лишь ветер тот,что по пути, смотри не упусти. 
Гляди:тебя зовет звезда в далеких небесах. 
Услышь:твоя живет мечта в упругих парусах. 
Для всех, кто честен, смел и прям, 
кто выстоит в борьбе 
Я зазвучу назло штормам, напомнив о себе, 
О том, что мужество - в груди 
о том, что есть земля, 
О том, что счастье - впереди:по курсу корабля!

## Сценарии к фильмам
Константин Кудиевский также писал сценарии к некоторым фильмам. Это были такие фильмы как:
- "Обгоняющая ветер" (1958) — экранизация Владимиром Довганем повести Константина Кудиевского. Премьера фильма состоялась 3 августа 1959 года. О суровом и мужественном труде рыбаков, о любви к морю.

Молодой моряк Андрей Горовой влюблен в море, влюблен в красавицу шхуну "Обгоняющая ветер", на которой он ходит. Но в его жизнь врывается неожиданно и другая любовь - к дочери шкипера Марине. Девушка выросла в рыбачьем поселке, среди моряков. Её по праву называют дочерью моря.Полюбив Андрея, Марина боится за своё счастье. Море много раз приносило горе в её дом. Погибли её старший брат и дядя. Из-за постоянных тревог и слез преждевременно скончалась мать. Во время шторма, который едва не погубил Андрея, гибнет муж соседки Марины - Катерины. И Марина уговаривает любимого уехать от моря. А когда Андрей не соглашается, девушка ставит ультиматум : она или море. И хотя Андрей искренне любит Марину, он не может отказаться от своей любимой мечты стать капитаном дальнего плавания. Андрей уходит в море на крылатой парусной шхуне.Проходит много лет. Горовой возвращается в поселок уже капитаном дальнего плавания.Он встречает Марину, которая так и не нашла спокойного счастья. Грустно звучат слова женщины, понявшей, что настоящая любовь не ищет компромиссов, что подлинное счастье - в верности своему призванию, в борьбе, в трудных дорогах
- "Трое суток после бессмертия" (1963) — премьера фильма Владимира Довганя состоялась 21 декабря 1963 года.

О последних днях героической обороны Севастополя в годы второй мировой войны.
- "Падающий иней" (1969) — премьера фильма состоялась 18 августа 1969 года.

Больного моряка Ганса, не имеющего документов, капитан иностранного судна высаживает на одном из островов Средиземного моря. Его находит рыбачка Сильвана и оказывает приют в своем доме. Ганс окреп и, подружившись с её сыном, стал выходить в море на рыбный промысел. Моряк после тяжелой болезни забыл своё прошлое - и все считали его немцем. Ему было хорошо в доме Сильваны. Но однажды, заболев, Ганс в бреду стал кричать по-русски. После выздоровления Сильвана не смогла помешать его отъезду на родину...
- "Семнадцатый трансатлантический" (1972) — премьера фильма Владимира Довганя состоялась 16 октября 1972 года.

«Памяти советских, английских и американских моряков, погибших в июле 1942 года в конвое PQ-17» - такими словами начинается эта картина.Сценарий написан бывшим военным моряком Константином Кудиевским на основе подлинных документов.Июнь 1942 года. Из Исландии в Мурманск отправляются транспортные корабли с военными грузами - помощью союзников воюющей России. Охрана их поручена британским военно-морским силам. Но когда гитлеровские подводные лодки и авиация напали на караван, английские корабли, выполняя приказ своего командования, не вступили в бой, бросили транспорт без охраны в открытом море. В жестоком бою погибло 23 корабля с ценнейшими грузами.